# Gilberto Penayo
Benigno Gilberto „Kike“ Penayo (* 3. April 1933 in Asunción; † 27. Oktober 2020) war ein paraguayischer Fußballspieler.

## Leben
Früh begann Penayo, sich für Fußball zu interessieren, und spielte bei den Salesianern Don Boscos, einer katholischen Ordensgemeinschaft, die für Jugendliche eine eigene Liga unterhielt. In seiner Karriere, bei der er auch zu einigen Spielen für die paraguayische Nationalmannschaft bei der WM 1958 in Schweden kam, wechselte er nie ins Ausland. Parallel zur Fußballerkarriere vollendete er ein Studium der Chemie an der Universidad Nacional de Asunción, wo er später über 40 Jahre als Professor weiter arbeitete.

## Verein
1951 bis 1956 Sol de América
Nach einem missglückten Probetraining beim Traditionsclub Libertad wurde Penayo bei Sol de América unter Vertrag genommen, wo er sein Debüt in einem Freundschaftsspiel gegen die Chacarita Juniors aus Buenos Aires gab.
1959 bis 1964 Cerro Porteño
Nach der WM 1958 folgte der Wechsel zum populärsten paraguayischen Fußballverein, mit dem er insgesamt zwei Meisterschaften holte. 1960 wurde er mit 18 Toren Torschützenkönig der Primera División.
1964 bis 1965 Silvio Pettirossi
Die Beendigung seiner Karriere vollzog Penayo in der zweiten paraguayischen Liga beim Silvio Pettirossi Fútbol Club.

## Auszeichnungen
- Paraguayischer Meister: 1961, 1963 (mit Cerro Porteño)
- Torschützenkönig der Primera División de Paraguay: 1960 (18 Tore)